# Bohuchval Berka z Dubé
Bohuchval Berka z Dubé (před rokem 1590 – po roce 1628) byl český šlechtic z rozvětveného a svého času velice mocného rodu Berků z Dubé, což byla jedna z větví starobylého rodu Ronovců. Byl vlastníkem městeček i zámků Kuřívody a Bělá pod Bezdězem. Po bitvě na Bílé hoře uprchnul ze země.

## Životopis

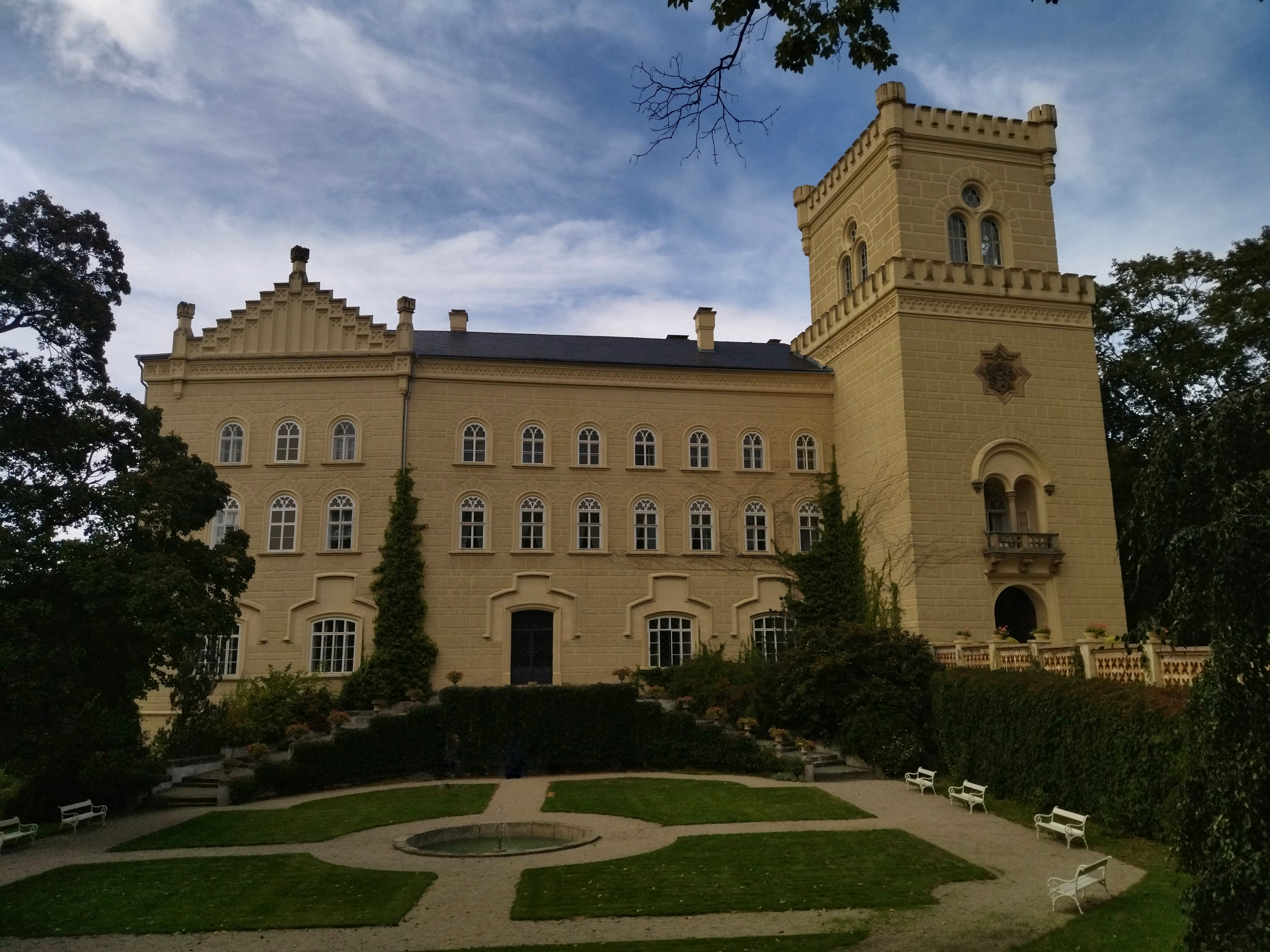
Dnešní podoba zámku Chyše

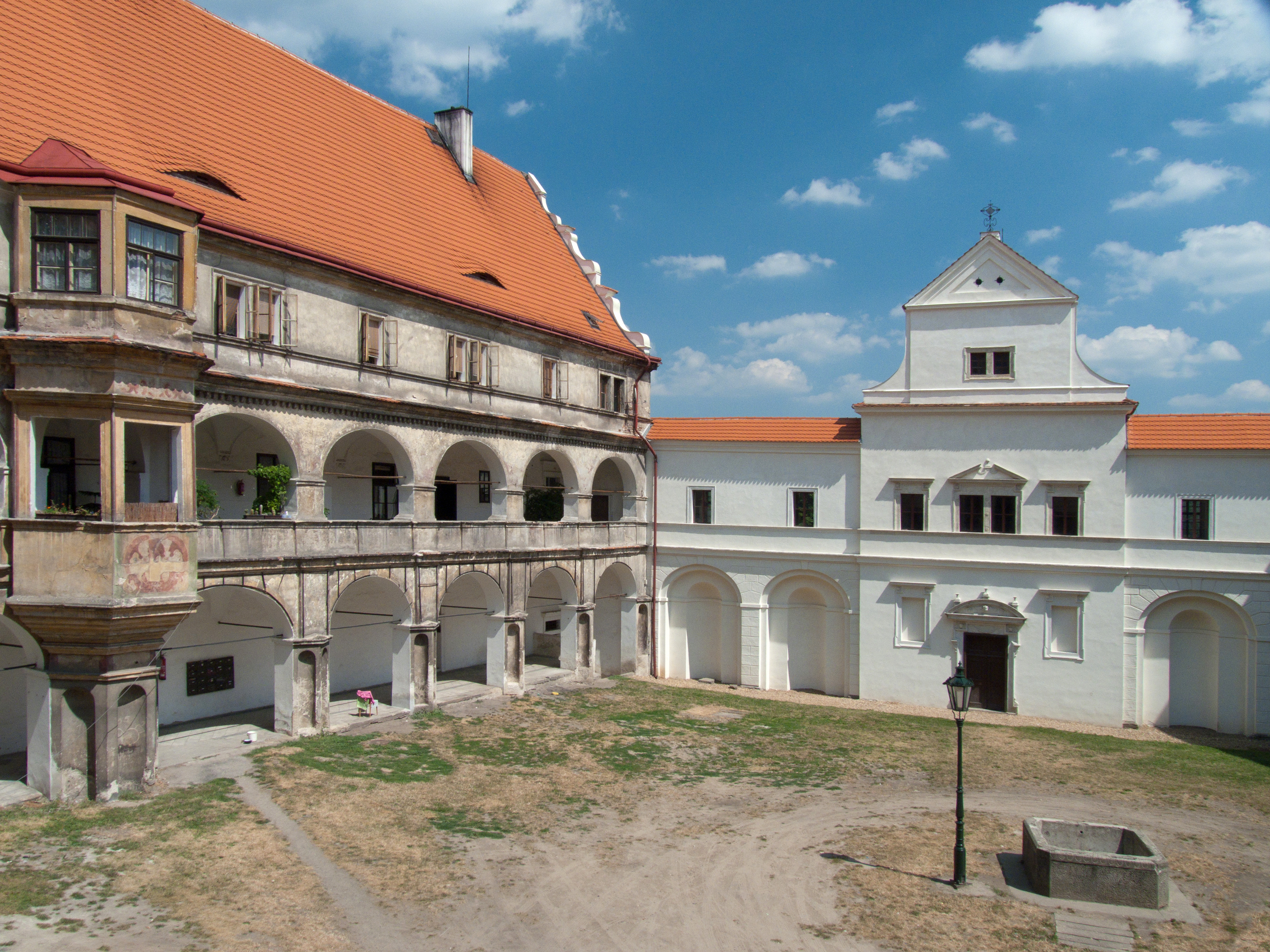
Zámek Bělá pod Bezdězem

Matkou Bohuchvala byla Gryzelda (někdy psaná Grizelda) Švamberková z Lobkovic. Byla třikrát vdaná, poprvé za jednoho z Berků a z tohoto manželství se Bohuchval narodil. Byla to paní zámožná, která si koupila zámek Chyše v západních Čechách.
Když zemřel vlastní rukou Aleš Berka z Dubé a Lipé, poslední z rodiny kuřívodských Berků, jeho rozsáhlý majetek zdědili bratři Jiří a Václav Berka starší a příbuzní Jan Hovora se svým strýcem Bohuchvalem. Po vyřešení rozdělení majetku (vyplacení podílů) Kuřívody i Bělou pod Bezdězem získal roku 1601 Bohuchval a ponechal si obojí 20 let. Další majetek zdědil (zmiňovaný zámek Chyše) a dokázal dál sám rozšiřovat. Bohuchval měl sestru Kateřinu, provdanou z Kolowrat, které roku 1617 věnoval majetek v hodnotě 7000 míšeňských grošů. Vedl za svého života několik soudních sporů. V Kuřívodech přestavěl bývalou tvrz na pěkný, dvoupatrový zámek Kuřívody. Také přestavěl zámek v Bělé.
Bohuchval Berka byl protestant a v letech 1606/07 studoval na Herbornské akademii.
Po bitvě na Bílé hoře v obavě o svůj život ze země uprchl. V nepřítomnosti byl v dubnu 1621 odsouzen ke ztrátě majetku i hrdla. Necelý rok poté, v srpnu 1622, byl celý Bohuchvalův majetek v Kuřívodech a Bělé (a také jiné rozsáhlé pozemky) zkonfiskován a poté jej za zlomek ceny odkoupil Albrecht z Valdštejna.

## Exil
V letech 1618 až 1620 stál Bohuchval na straně českých stavů. Byl jedním z členů direktoria, nejvyšším purkrabím a hlasoval pro Fridricha Falckého při volbě českého krále. Po zvolení tohoto „zimního krále“ se pohyboval v jeho blízkosti, jako jeden z aktérů se zúčastnil „očišťování“ chrámu sv. Víta. Akci, která začala začala dne 21. prosince 1619, popsal Pavel Skála ze Zhoře. Manželkou Bohuchvala Berky z Dubé byla Magdaléna (roz. Slavatová z Chlumu a Košumberka), to ona nesla ke křtu v Praze novorozeného syna českého krále – Ruprechta Falckého. Ze dne 28. května 1628 je záznam o tom, že Bohuchval na byl formálně přijat frískou univerzitu. (Archiv univerzity se nachází v Leeuwardenu.) Nápis zní:
Nobilissimus et generosus dominus Godlobi us de Berka, liber baro de Data et Lippa, regni Bohemiae olim supremus burgravius.